# Велики Слатник
Велики Слатник (словен. Veliki Slatnik) је насељено место у општини Ново Место, регија Југоисточна Словенија, Словенија.

## Историја
До територијалне реорганизације у Словенији био је у саставу старе општине Ново Место.

## Становништво
У попису становништва из 2011. године, Велики Слатник је имао 151 становника.
| Број становника према пописима | Број становника према пописима | Број становника према пописима |
| ------------------------------ | ------------------------------ | ------------------------------ |
| 1991                           | 2002                           | 2011                           |
| 152                            | 127                            | 151                            |

Напомена: Године 1992. смањен за део насеља који је спојен са деловима издвојеним од насеља Потов Врх и Велике Бруснице у ново самостално насеље Криже. Године 2011. извршена је мања размена територија између насеља Хрушица и Велики Слатник.